# هاروتیون پاپازیان
هاروتیون (آرتور) کاراپتی پاپازیان (ارمنی: Հարություն (Արթուր) Կարապետի Փափազյան، انگلیسی: Arutyun Papazyan؛ زادهٔ ۲۴ مهٔ ۱۹۵۴) آهنگساز، و نوازنده پیانو اهل ارمنستان است. وی از سال میلادی تاکنون مشغول فعالیت بوده‌است.

## زندگی‌نامه
وی در ۲۴ مه ۱۹۵۴ در ایروان به دنیا آمد و از مدرسه موسیقی چایکوفسکی ایروان (۱۹۷۲)، کنسرواتوار دولتی کومیتاس ایروان (۱۹۷۷) و کنسرواتوار دولتی چایکوفسکی مسکو فارغ‌التحصیل گشت.  جایزه مقام سوم دهمین دوره رقابت بین‌المللی نوازندگی پیانو شوپن (۱۹۸۰) به وی اعطا گردید